# Droga wojewódzka nr 969
Droga wojewódzka nr 969 (DW969) – droga wojewódzka o długości 67,3 km w południowo-zachodniej części województwa małopolskiego, łącząca Nowy Targ ze Starym Sączem i Nowym Sączem (rondo). W dniu 29 października 2011 roku otwarto obwodnicę Podegrodzia, która wraz z wybudowaną w 2009 roku obwodnicą starosądecką stanowi nowy przebieg tej trasy, mijając centra Starego Sącza i Podegrodzia.

## Miejscowości leżące przy trasie DW969
- Nowy Targ (DK49)
- Waksmund
- Ostrowsko
- Łopuszna
- Harklowa
- Dębno
- Maniowy
- Mizerna
- Kluszkowce
- Krośnica
- Grywałd
- Krościenko nad Dunajcem
- Tylmanowa
- Zabrzeż (DW968)
- Łącko
- Podegrodzie
- Stary Sącz (DK87)